# Liste des destroyers de la Force maritime d'autodéfense japonaise

Drapeau JMSDF

Liste des destroyers ou/et frégates de la Force maritime d'autodéfense japonaise (JMSDF) , ou de la marine de guerre des Forces japonaises d'autodéfense depuis 1954, à la suite du statut particulier du Japon depuis 1945.

Le préfixe des navires de la force maritime d’autodéfense est JDS (Japanese Defense Ship) pour tous les bateaux entrés en service avant 2008. À partir de cette année-là, les navires n’utilisent plus que les lettres JS (Japanese Ship) pour marquer la promotion de l’agence japonaise de Défense en ministère de la Défense.

Le préfixe TV (Training Vessel) désigne un navire-école.

## Destroyerporte-hélicoptères(DDH)
- Classe Izumo : (2 unités)
  - JDS Izumo (DDH-183) - 2015
  - JDS Kaga (DDH-184) - 2017
- Classe Hyūga : (2 unités)
  - JDS Hyūga (DDH-181) - 2009
  - JDS Ise (DDH-182) - 2011
- Classe Shirane : (2 unités)

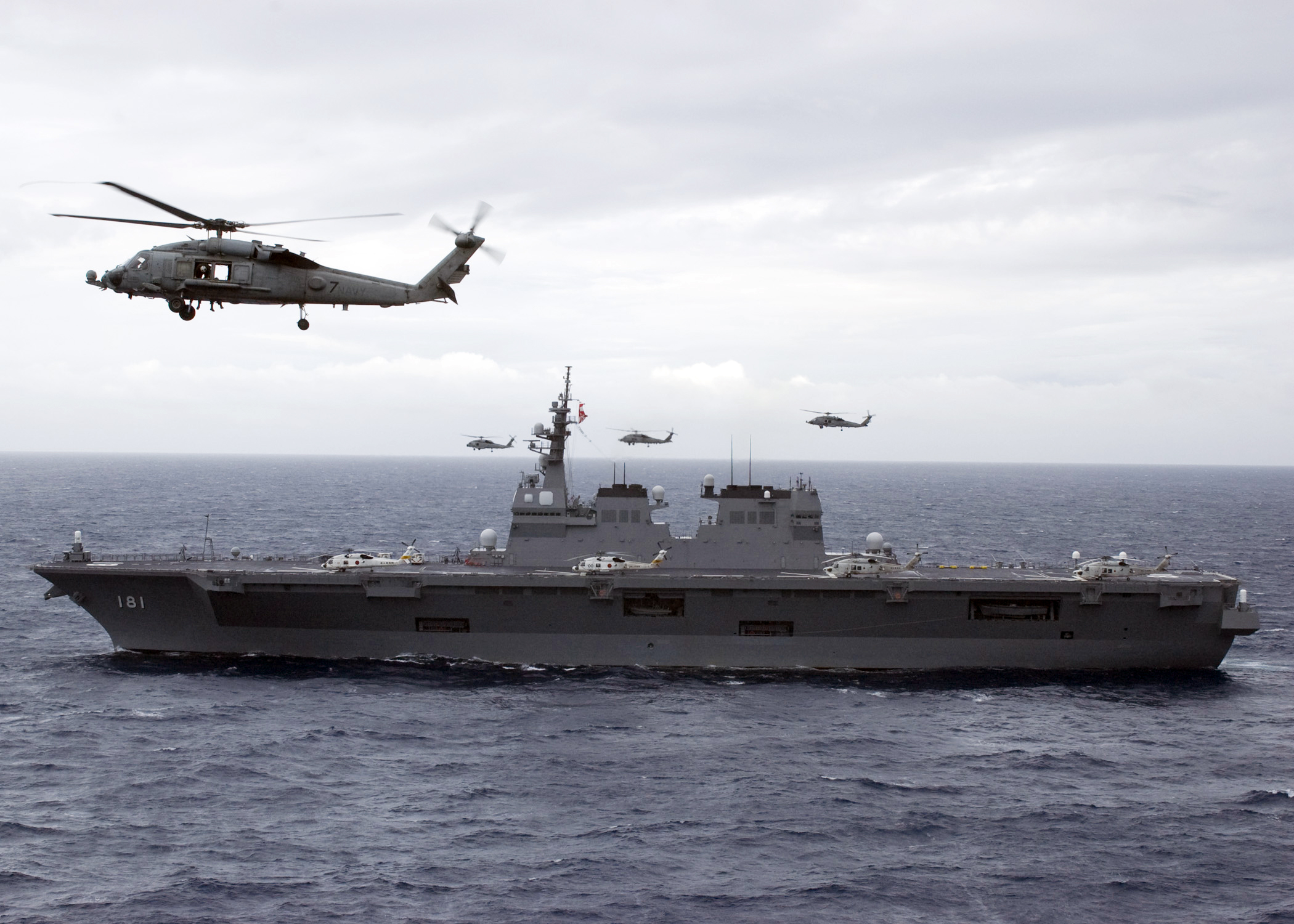
JDS Hyūga

  - JDS Shirane (DDH-143) - 1980-2015
  - JDS Kurama (DDH-144) - 1981-2017
- Classe Haruna : (2 unités)
  - JDS Haruna (DDH-141) - 1973-2009
  - JDS Hiei (DDH-142) - 1974-2011

## Destroyerlance-missiles(DDG)
- Classe Maya (en) : (2 unités)
  - JS Maya (DDG-179) - 2020-
  - JS Harugo (DDG-180) - 2021-
- Classe Atago : (2 unités)
  - JDS Atago (DDG-177) - 2007-
  - JS Ashigara (DDG-178) - 2008-
- Classe Kongō : (4 unités)
  - JDS Kongō (DDG-173) - 1993-
  - JDS Kirishima (DDG-174) - 1995-
  - JDS Myōkō (DDG-175) - 1996-
  - JDS Chōkai (DDG-176) - 1997-
- Classe Hatakaze : (2 unités)
  - JDS Hatakaze (DDG-171) - 1986-
  - JDS Shimakaze (DDG-172) - 1988-
- Classe Tachikaze : (3 unités)

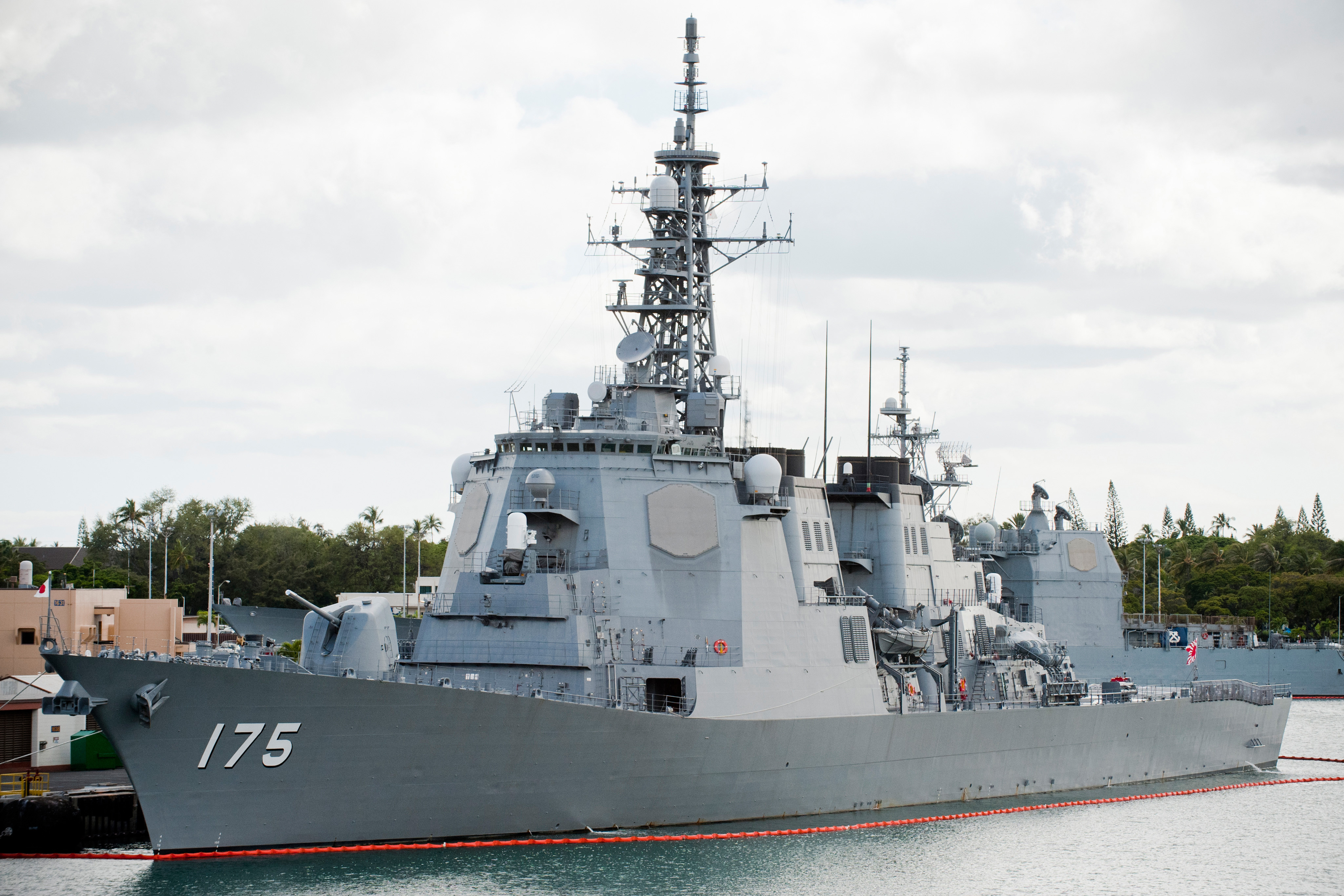
JDS Myōkō

  - JDS Tachikaze (DDG-168) - 1976-2007
  - JDS Asakaze (DDG-169) - 1979-2008
  - JDS Sawakaze (DDG-170) - 1983-2010
- JDS Amatsukaze (DDG-163) - 1965-1995

## Destroyer(DD)
- Classe Akizuki : (4 unités)
  - JDS Akizuki (DD-115) - 2012-
  - JDS Teruzaki (DD-116) - 2013-
  - JDS Suzutsuki (DD-117) - 2014-
  - JDS Fuyuzuki (DD-118) - 2014-

- Classe Takanami : (5 unités)
  - JDS Takanami (DD-110) - 2003-
  - JDS Onami (DD-111) - 2003-
  - JDS Makinami (DD-112) - 2004-
  - JDS Sazanami (DD-113) - 2005-
  - JDS Suzunami (DD-114) - 2006-
- Classe Murasame : (9 unités)
  - JDS Murasame (DD-101) - 1996-
  - JDS Harusame (DD-102) - 1997-
  - JDS Yudachi (DD-103) - 1999-
  - JDS Kirisame (DD-104) - 1999-
  - JDS Inazuma (DD-105) - 2000-
  - JDS Samidare (DD-106) - 2000-
  - JDS Ikazuche (DD-107) - 2001-
  - JDS Akebono (DD-108) - 2002-
  - JDS Ariake (DD-109) - 2002-
- Classe Asagiri : (8 unités)

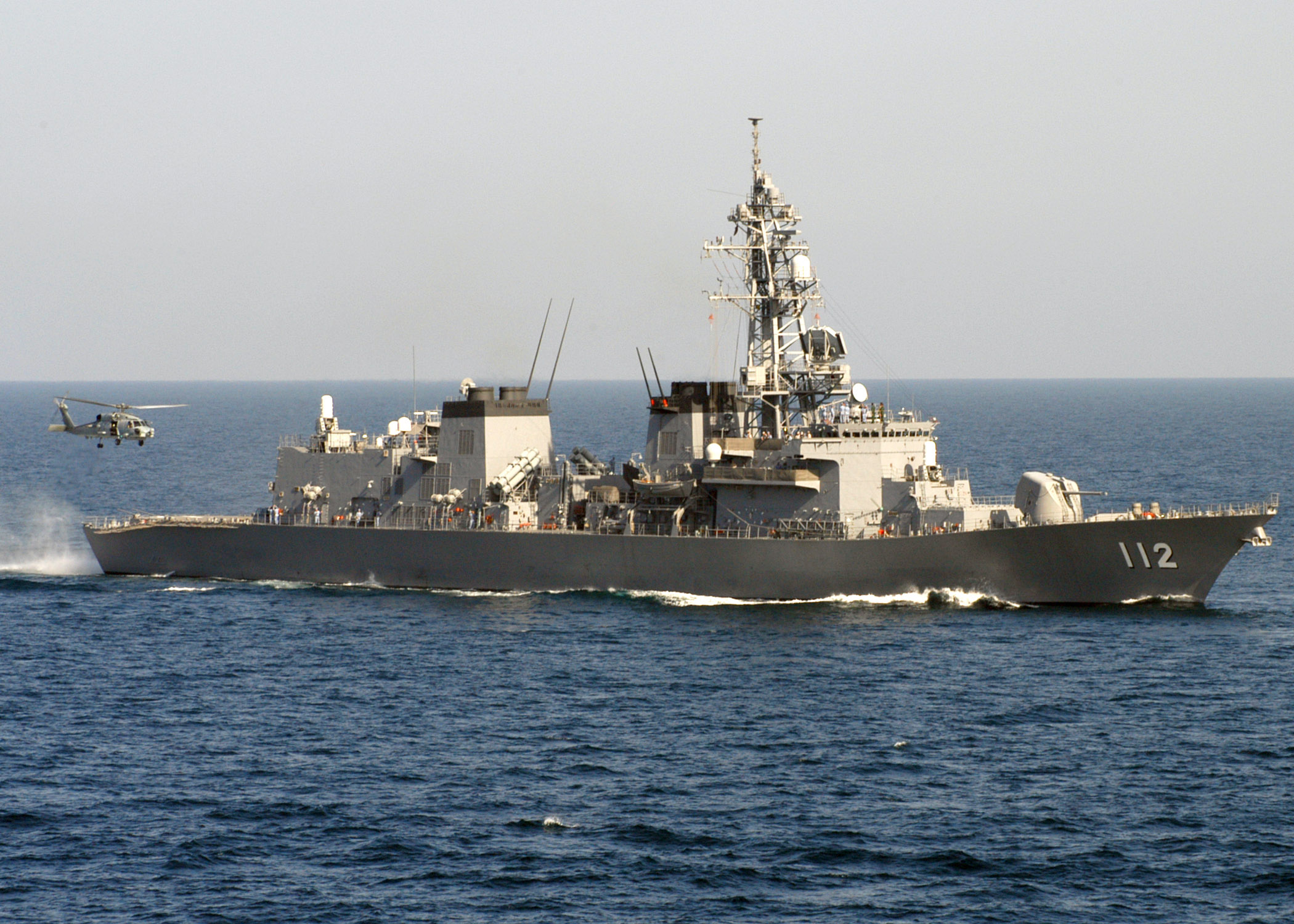
JDS Makinami

  - JDS Asagiri (DD-151/TV-3516) - 1988-
  - JDS Yamagiri (DD-152/TV-3515) - 1989-
  - JDS Yūgiri (DD-153) - 1989-
  - JDS Amagiri (DD-154) - 1989-
  - JDS Hamagiri (DD-155) - 1990-
  - JDS Setogiri (DD-156) - 1990-
  - JDS Sawagiri (DD-157) - 1990-
  - JDS Umigiri (DD-158) - 1991-
- Classe Hatsuyuki : (10 unités)
  - JDS Hatsuyuki (DD-122) - 1982-2010
  - JDS Shirayuki (DD-123/TV-3517) - 1982-
  - JDS Mineyuki (DD-124) - 1984-
  - JDS Sawayuki (DD-125) - 1984-
  - JDS Hamayuki (DD-126) - 1983-2012
  - JDS Isoyuki (DD-127) - 1985-
  - JDS Haruyuki (DD-128) - 1985-
  - JDS Yamayuki (DD-129) - 1985-
  - JDS Matsuyuki (DD-130) - 1986-
  - JDS Setoyuki (DD-131/TV-3518) - 1986
  - JDS Asayuki (DD-132) - 1987-
  - JDS Shimayuki (DD-133/TV-3513) - 1987
- Classe Akizuki (1959) : (2 unités)
  - JDS Akizuki (DD-161) - 1960-1993
  - JDS Teruzuki (DD-162/TV-3504) - 1960-1993
- Classe Harukaze : (2 unités)
  - JDS Harukaze (DD-101) - 1956-1985
  - JDS yukikaze (DD-102) - 1956-1985
- Classe Ariake (en) : (2 unités)
  - Ariake ex-USS Heywood L. Edwards (DD-663) - 1959-1974
  - Yugure ex-USS Richard P. Leary (DD-664) - 1959-1974
- Classe Asakaze : (2 unités)
  - Asakaze ex-USS Ellyson (DD-454) - 1954-1970
  - Hatakaze ex-USS Macomb (DD-458) - 1954-1970

## Destroyer delutte anti-sous-marine
- Classe Minegumo : (3 unités)
  - JDS Minegumo (DDK-116/TV-3508) - 1968-1999
  - JDS Natsugumo (DDK-117/TV-3509) - 1969-1999
  - JDS Murakumo (DDK-118/TV-3511) - 1970-2000
- Classe Yamagumo : (6 unités)
  - JDS Yamagumo (DDK-113/TV-3506) - 1966-1995
  - JDS Makigumo (DDK-114/TV-3507) - 1966-1995
  - JDS Asagumo (DDK-115) - 1967-1998
  - JDS Aokumo (DDK-119/TV-3512) - 1972-2003
  - JDS Akigumo (DDK-120/TV-3514) - 1974-2005
  - JDS ''Yūgumo (DDK-121) - 1978-2005
- Classe Ayanami : (7 unités)
  - JDS Ayanami (DDK-103) - 1958-1986
  - JDS Isonami (DDK-104/TV-3502) - 1958-1987
  - JDS Uranami (DDK-105) - 1958-1986
  - JDS Shikinami (DDK-106/TV-3503) - 1958-1987
  - JDS Takanami (DDK-110) - 1960-1989
  - JDS Onami (DDK-111) - 1960-1990
  - JDS Makinami (DDK-112) - 1960-1990
- Classe Takatsuki : (4 unités)
  - JDS Takatsuki (DD-164) - 1967-2002
  - JDS Kikuzuki (DD-165) - 1968-2003
  - JDS Mochizuki (DD-166) - 1969-1999
  - JDS Nagatsuki (DD-167) - 1970-1996
- Classe Murasame : (3 unités)
  - JDS Murasame (DD-161) - 1958-1988
  - JDS Yudashi (DD-162) - 1958-1987
  - JDS Harusame (DD-163) - 1959-1989

## Destroyer d'escorte (DE)
- Classe Abukuma :
  - JDS Abukuma (DE-229) - 1989-
  - JDS Jintsu (DE-230) - 1990-
  - JDS Oyodo (DE-231) - 1991-
  - JDS Sendai (DE-232) - 1991-
  - JDS Chikuma (DE-233) - 1993-
  - JDS Tone (DE-234) - 1993-
- Classe Yūbari :
  - JDS Yubari (DE-227) - 1983-2010
  - JDS Yubetsu (DE-228) - 1984-2010
- JDS Ishikari (DE-226) - 1981-2007
- Classe Chikugo : (11 unités)
  - JDS Chikugo (DE-215) - 1971-1996
  - JDS Ayase (DE-216) - 1971-1996
  - JDS Mikuma (DE-217) - 1971-1997
  - JDS Tokachi (DE-218) - 1972-1998
  - JDS Iwase (DE-219) - 1972-1998
  - JDS Chitose (DE-220) - 1973-1999
  - JDS Niyodo (DE-221) - 1974-1999
  - JDS Teshio (DE-222) - 1975-2000
  - JDS Yoshino (DE-223) - 1975-2001
  - JDS Kumano (DE-224) - 1975-2001
  - JDS Noshiro (DE-225) - 1977-2003
- Classe Isuzu : (4 unités)
  - JDS Isuzu (DE-211) - 1961-1992
  - JDS Mogami (DE-212) - 1961-1991

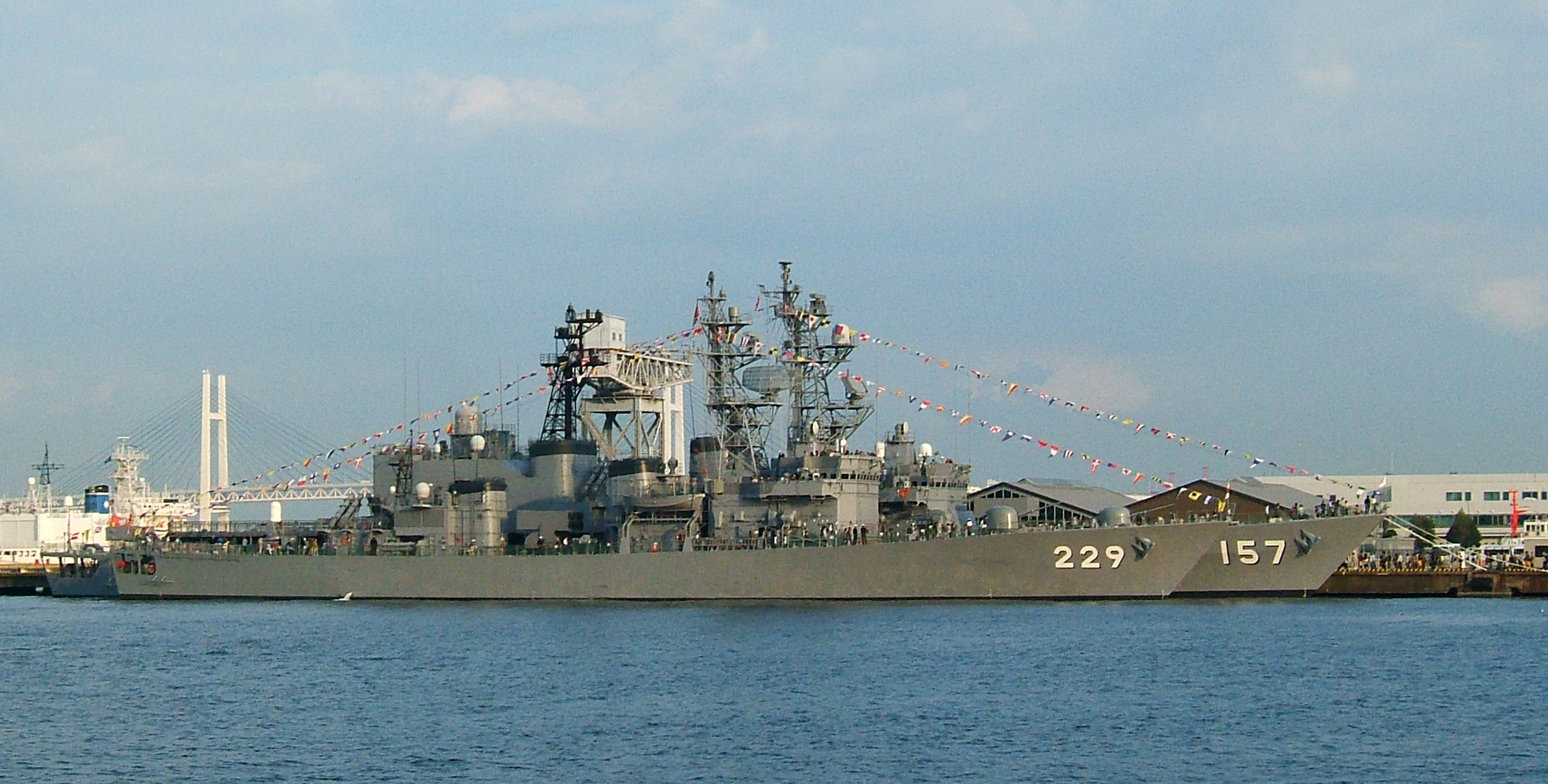
JDS Abukuma

  - JDS Kitakami (DE-213) - 1964-1993
  - JDS Ōi (DE-214) - 1964-1993
- JDS Wakaba (DE-261) ex-IJN Nashi 1945-1971
- Classe Ikazuchi : (2 unités)
  - JDS Ikazuki (DE-202) - 1956-1976
  - JDS Inazuma (DE-203) - 1956-1977
- JDS Akebono (DE-201) - 1956-1976
- Classe Asahi (en) : (2 unités)
  - Asahi ex-USS Amick (DE-168) - 1947-1975
  - Hatsuhi ex-USS Atherton (DE-169) - 1955-1975

## Navire école (TV)

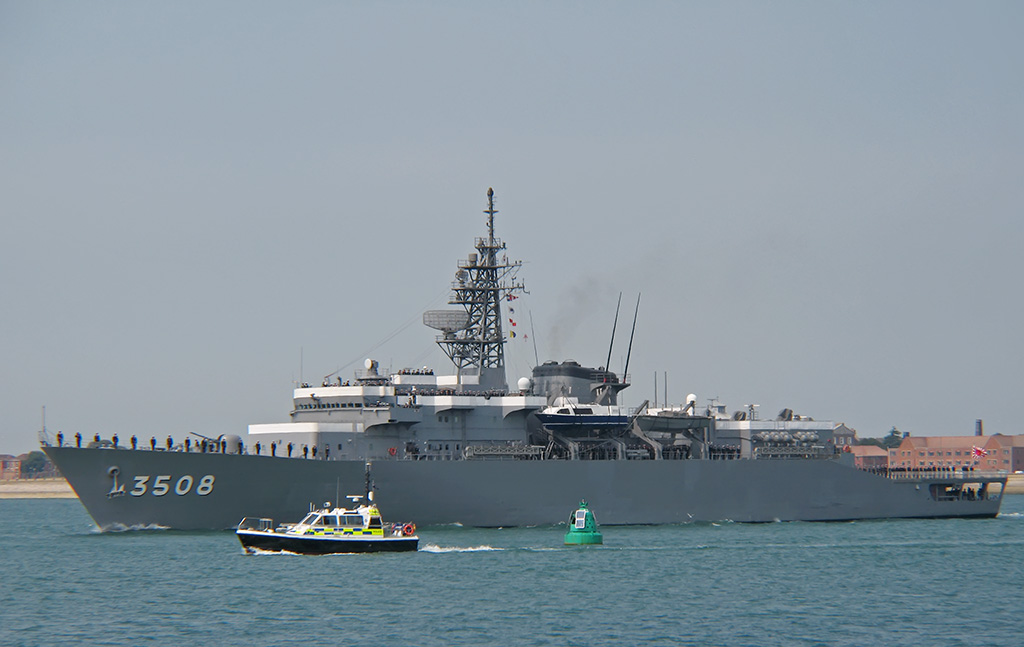
JDS Kashima

- JDS Kashima (TV-3508) - 1995-